# Северный Рейн-Вестфалия
Се́верный Рейн-Вестфа́лия (нем. Nordrhein-Westfalen [ˌnɔrtraɪ̯nvɛstˈfaːlən], произношениео файле) — автономное государство-член Федеративной Республики Германии. С населением около 18 миллионов человек это самая густонаселенная земля Германии. Столица земли — Дюссельдорф; Город с наибольшим количеством жителей — Кёльн. В состав Северного Рейна-Вестфалии также входят Бонн, бывшая резиденция правительства Федеративной Республики Германия, ныне федеральный город и резиденция важных органов исполнительной власти, а также Ахен, главная резиденция Карла Великого и место коронации немецких королей с 936 года по XVI век. Для Северного Рейна-Вестфалии характерно наличие большого количества крупных городов, а также различных сельских регионов, таких как Нижний Рейн, Мюнстерланд, Зауэрланд и Айфель. Всего в Северном Рейне-Вестфалии 29 крупных городов, в пяти из которых проживает более 500 000 человек: Кёльн, Дюссельдорф, Дортмунд, Эссен и Дуйсбург. Ещё восемь крупных городов в Северном Рейне-Вестфалии имеют население более 250 000 человек: Бохум, Вупперталь, Билефельд, Бонн, Мюнстер, Мёнхенгладбах, Гельзенкирхен и Ахен.
Северный Рейн-Вестфалия граничит с Нижней Саксонией на севере и северо-востоке, Гессеном на юго-востоке, Рейнланд-Пфальцем на юге, а также с бельгийской провинцией Льеж и голландскими провинциями Лимбург, Гелдерланд и Оверэйссел на западе. Северный Рейн-Вестфалия является четвертой по величине федеральной землей Германии, её площадь составляет около 34 100 квадратных километров. 29 из 79 крупных городов Германии расположены в её высокоурбанизированной зоне. Рейнско-Рурский столичный регион в центре страны с населением около десяти миллионов человек является одной из 30 крупнейших агломераций мира и центральной частью самого густонаселенного региона Европы — «Голубого банана».

## География
Северный Рейн-Вестфалия находится на западе Германии и граничит с Бельгией (99 км), Нидерландами (387 км), а также с землями Нижняя Саксония (583 км), Гессен (269 км) и Рейнланд-Пфальц (307 км).
Центром Северного Рейна-Вестфалии является Рейнско-Рурский регион, состоящий из крупных городов Дюссельдорфа, Кёльна и промышленного Рурского региона, включающего, среди прочих, города Боттроп, Гельзенкирхен, Херне и Рекклингхаузен на севере, Дортмунд, Хаген и Хамм на востоке, Бохум, Эссен, Оберхаузен и Мюльхайм в центре, Дуйсбург и Мёрс на западе. Северный Рейн-Вестфалия является самой урбанизированной землёй в Германии: 9 из 20 крупнейших городов страны расположены именно здесь.
Северную часть федеральной земли составляет Вестфальская низменность. На северо-востоке находится южная часть Тевтобургского Леса. Крупнейшие города севера — Мюнстер, Минден и Райне, востока — Падерборн, Липпштадт и Билефельд.
На юге Северный Рейн-Вестфалию составляют Зауэрланд, Зигерланд и Бергиш-Ланд. Это малонаселённые холмистые регионы, крупнейшими городами которых являются Бонн, Леверкузен, Бергиш-Гладбах, Вупперталь, Ремшайд, Золинген.
На западе, на границе с Нидерландами и Бельгией, находятся Нижнерейнский регион и Айфель. В этой части находятся Ахен, Мёнхенгладбах, Крефельд.
Планиметрический центр Северного Рейна-Вестфалии имеет координаты 51°28′07″ с. ш. 7°33′03″ в. д. и находится на юге дортмундского района Аплербек, на северной опушке швертского леса.
Крупнейшие реки, протекающие по территории земли — Рейн, Рур, Эмс, Липпе и Везер. Река Падер, протекающая по г. Падерборн, считается самой короткой рекой Германии.

### Стихийные бедствия
- Ураган «Кирилл», 17—19 января 2007 года.
- Ураган «Эла», 9—10 июня 2014 года.

### Природоохранные территории
- Перечень природоохранных территорий Северного Рейна-Вестфалии.

## История
После Второй мировой войны территория сегодняшней земли Северный Рейн-Вестфалия находилась в британской оккупационной зоне. Новая земля была создана 23 августа 1946 года из бывшей прусской провинции Вестфалия и северной части Рейнской провинции (нем. Rheinland) британской оккупационной администрацией в целях противодействия интернационализации Рурского бассейна (требование Франции, поддержанное Советским Союзом) согласно предписанию № 46 «О ликвидации провинций бывшего Государства Пруссия в Британской зоне и их преобразовании в самостоятельные земли». Таким образом, был гарантирован доступ к Рурскому бассейну как к единой административной единице.
В 1947 году под давлением оккупационных властей бывшая земля Липпе была вынуждена отказаться от независимости и после переговоров с соседними землями Нижняя Саксония и Северный Рейн-Вестфалия вошла в состав последней. Согласно распоряжению британского военного командования № 77 от 21 января 1947 года, объединение вступило в силу и должно было быть подтверждено плебисцитом спустя 5 лет, однако он не был проведён. 5 ноября 1948 года парламент земли принял «Закон об объединении земли Липпе-Детмольд с землёй Северный Рейн-Вестфалия», официально завершивший процесс объединения земель.
8 мая 1949 года парламентский Совет Германии принял основной закон. Земля Северный Рейн-Вестфалия стала землёй Германии.
18 июня 1950 года была принята земельная конституция.

## Политика и администрация
Политическая система Северного Рейна-Вестфалии базируется на Основном законе для Федеративной республики Германия и Конституции самой федеральной земли. В немецкой федеральной системе Северный Рейн-Вестфалия выступает в качестве государства, входящего в состав федерации (нем. Gliedstaat).
Представительный орган — ландтаг Северного Рейна-Вестфалии (Landtag Nordrhein-Westfalen), избираемый населением, исполнительный орган — земельное правительство Северного Рейна-Вестфалии (Landesregierung von Nordrhein-Westfalen), избираемое ландтагом, состоящее из премьер-министра земли Северный Рейн-Вестфалия (Ministerpräsident des Landes Nordrhein-Westfalen) и министров земли Северный Рейн-Вестфалия, орган конституционного надзора — Конституционный суд земли Северный Рейн-Вестфалии (Verfassungsgerichtshof für das Land Nordrhein-Westfalen), высшие судебные инстанции — Высший земельный суд Дюссельдорфа (Oberlandesgericht Düsseldorf), Высший земельный суд Хамма (Oberlandesgericht Hamm), Высший земельный суд Кёльна (Oberlandesgericht Köln) (ранее существовали также — Высший земельный суд Падерборна (Oberlandesgericht Paderborn), Высший земельный суд Арнсберга (Oberlandesgericht Arnsberg) и Высший земельный суд Мюнстера (Oberlandesgericht Münster)), высшая судебная инстанция административной юстиции — Высший административный суд земли Северный Рейн-Вестфалия (Oberverwaltungsgericht für das Land Nordrhein-Westfalen). В Бундесрате у земли Северный Рейн-Вестфалия наибольшее возможное число голосов: шесть, как и у Баварии, Баден-Вюртемберга и Нижней Саксонии.
В последние десятилетия в политике Северного Рейна-Вестфалии доминировала СДПГ, однако после выборов в мае 2005 года к власти пришла возглавляемая Юргеном Рюттгерсом коалиция ХДС/СвДП.
9 мая 2010 года состоялись очередные выборы в земельный парламент 6 июля 2010 года СДПГ и партия Союз 90/Зелёные заключили договор о коалиционном правительстве, который позволил им сформировать новое земельное правительство. С 14 июля 2010 года новым премьер-министром провинции является председатель земельной организации СДПГ Ханнелоре Крафт. Однако коалиция в парламенте не просуществовала и 2 лет.
14 марта 2012 года депутаты земельного парламента единогласно приняли решение о самороспуске ландтага. Поводом стал конфликт между правительством меньшинства, сформированным два года назад «зелёными» и социал-демократами, и оппозицией, отклонившей предложенный коалицией проект бюджета. В частности, оппозиционные партии не согласились с планом финансирования министерства внутренних дел. Досрочные выборы были назначены на 13 мая 2012 года. На них уверенную победу одержали социал-демократы, набрав, согласно официальным данным 39,1 процента голосов, СДПГ вместе с «Зелёными», получившими от 11,3 процента, образовали стабильное большинство в ландтаге и опять сформировали правительство земли. Таком образом, Ханнелоре Крафт сохранила за собой пост премьер-министра. ХДС потерпела самое сильное поражение за всю историю земельных выборов. Она получила 26,3 процента голосов.
На выборах 14 мая 2017 года ХДС получила 72 места в ландтаге (33 % голосов), СДПГ — 69 мест (31,2 %), СвДП — 28 мест (12,6 %), «Альтернатива для Германии» (АдГ) — 16 мест (7,4 %), Зелёные — 14 мест (6,4 %). Новое правительство ХДС-СвДП сформировал Армин Лашет (ХДС).
Управленческая структура Северного Рейна-Вестфалии представляет систему административных округов и более низких административных единиц (районов и общин).
Премьер-министры:
- 1946—1947: Рудольф Амелунксен, партия Центра;
- 1947—1956: Карл Арнольд, ХДС;
- 1956—1958: Фриц Штайнхофф, СДПГ;
- 1958—1966: Франц Мейерс, ХДС;
- 1966—1978: Хайнц Кюн, СДПГ;
- 1978—1998: Йоханнес Рау, СДПГ;
- 1998—2002: Вольфганг Клемент, СДПГ;
- 2002—2005: Пеер Штайнбрюк, СДПГ;
- 2005—2010[18]: Юрген Рюттгерс, ХДС;
- 2010—2017: Ханнелоре Крафт, СДПГ;
- 2017—2021: Армин Лашет, ХДС;
- 2021—н. в.: Хендрик Вюст, ХДС.

## Земельные учреждения
- Геологическая служба Северного Рейна-Вестфалии

## Административное деление
Территория Северного Рейна-Вестфалии делится на пять административных округов, которые подразделяются на районы (нем. Kreis) и внерайонные (приравненные к районам) города (нем. Kreisfreie Stadt). В состав районов, в свою очередь, могут входить города (нем. Stadt) и общины (нем. Gemeinde). Города могут делиться на городские округа (нем. Stadtbezirk), причём для внерайонных городов это деление обязательно; общины — на общинные округа (нем. Gemeindebezirk).
| Арнсберг (нем. Regierungsbezirk Arnsberg)      | Арнсберг (нем. Regierungsbezirk Arnsberg) | Арнсберг (нем. Regierungsbezirk Arnsberg) | Арнсберг (нем. Regierungsbezirk Arnsberg) |  |
|                                                | Районы                                    | Районы                                    | Города                                    |  |
| ---------------------------------------------- | ----------------------------------------- | ----------------------------------------- | ----------------------------------------- |  |
| 5. Эннепе-Рур (EN)                             | 28. Унна (UN)                             | 3. Бохум (BO)                             |                                           |  |
| 11. Хохзауэрланд (HSK)                         |                                           | 6. Дортмунд (DO)                          |                                           |  |
| 15. Меркиш (MK)                                |                                           | 11. Хаген (HA)                            |                                           |  |
| 20. Ольпе (OE)                                 |                                           | 12. Хамм (HAM)                            |                                           |  |
| 25. Зиген-Виттгенштайн (SI)                    |                                           | 13. Херне (HER)                           |                                           |  |
| 26. Зост (SO)                                  |                                           |                                           |                                           |  |
|                                                |                                           |                                           |                                           |  |
| Детмольд (нем. Regierungsbezirk Detmold)       |                                           |                                           |                                           |  |
|                                                | Районы                                    | Районы                                    | Города                                    |  |
| 8. Гютерсло (GT)                               |                                           | 2. Билефельд (BI)                         |                                           |  |
| 10. Херфорд (HF)                               |                                           |                                           |                                           |  |
| 12. Хёкстер (HX)                               |                                           |                                           |                                           |  |
| 14. Липпе (LIP)                                |                                           |                                           |                                           |  |
| 17. Минден-Люббекке (MI)                       |                                           |                                           |                                           |  |
| 21. Падерборн (PB)                             |                                           |                                           |                                           |  |
|                                                |                                           |                                           |                                           |  |
| Дюссельдорф (нем. Regierungsbezirk Düsseldorf) |                                           |                                           |                                           |  |
|                                                | Районы                                    | Города                                    | Города                                    |  |
| 13. Клеве (KLE)                                | 7. Дуйсбург (DU)                          | 20. Оберхаузен (OB)                       |                                           |  |
| 16. Меттман (ME)                               | 8. Дюссельдорф (D)                        | 21. Ремшайд (RS)                          |                                           |  |
| 18. Рейн-Нойс (NE)                             | 9. Эссен (E)                              | 22. Золинген (SG)                         |                                           |  |
| 29. Фирзен (VIE)                               | 15. Крефельд (KR)                         | 23. Вупперталь (W)                        |                                           |  |
| 31. Везель (WES)                               | 17. Мёнхенгладбах (MG)                    |                                           |                                           |  |
|                                                | 18. Мюльхайм-ан-дер-Рур (MH)              |                                           |                                           |  |
|                                                |                                           |                                           |                                           |  |
| Кёльн (нем. Regierungsbezirk Köln)             |                                           |                                           |                                           |  |
|                                                | Районы                                    | Районы                                    | Города                                    |  |
| 1. Ахен (AC)                                   | 23. Рейниш-Бергиш (GL)                    | 1. Ахен (AC)                              |                                           |  |
| 4. Дюрен (DN)                                  | 24. Рейн-Зиг (SU)                         | 4. Бонн (BN)                              |                                           |  |
| 6. Рейн-Эрфт (BM)                              |                                           | 14. Кёльн (K)                             |                                           |  |
| 7. Ойскирхен (EU)                              |                                           | 16. Леверкузен (LEV)                      |                                           |  |
| 9. Хайнсберг (HS)                              |                                           |                                           |                                           |  |
| 19. Обербергиш (GM)                            |                                           |                                           |                                           |  |
|                                                |                                           |                                           |                                           |  |
| Мюнстер (нем. Regierungsbezirk Münster)        |                                           |                                           |                                           |  |
|                                                | Районы                                    | Районы                                    | Города                                    |  |
| 2. Боркен (BOR)                                |                                           | 5. Боттроп (BOT)                          |                                           |  |
| 3. Косфельд (COE)                              |                                           | 10. Гельзенкирхен (GE)                    |                                           |  |
| 22. Рекклингхаузен (RE)                        |                                           | 19. Мюнстер (MS)                          |                                           |  |
| 27. Штайнфурт (ST)                             |                                           |                                           |                                           |  |
| 30. Варендорф (WAF)                            |                                           |                                           |                                           |  |
|                                                |                                           |                                           |                                           |  |

### Местные органы государственной власти
Представительные органы районов — крайстаги (нем. Kreistag), состоящие из членов крайстага (Kreistagsmitglieder), избираемых населением по пропорциональной системе с открытым списком, ведёт заседания крайстага и осуществляет исполнительную власть в районе ландрат (Landrat), избираемый населением.
Представительные органы городов — советы городов (Rat der Stadt), состоящие из членов совета (Ratsmitglied), избираемых населением по пропорциональной системе с открытым списком, ведёт заседания совета города и осуществляет исполнительную власть в городе обер-бургомистр (Oberbürgermeister), избираемый населением.
Представительные органы общин — советы общин (Rat der Gemeinde), состоящие из членов совета (Ratsmitglied), избираемых населением по пропорциональной системе с открытым списком, ведёт заседания совет общины и осуществляет исполнительную власть в общине бургомистр (Bürgermeister), избираемый населением.
Представительные органы городских округов — окружные представительства (Bezirksvertretung), исполнительные — окружные бургомистры (Bezirksbürgermeister).

## Население

### Выдающиеся личности
Северный Рейн-Вестфалия в пределах территории современного государства явил на свет множество известных личностей мирового масштаба, а среди них композитор Людвиг ван Бетховен, художник Питер Пауль Рубенс и поэт Генрих Гейне, вероятно, находятся в авангарде международной славы. Пять федеральных президентов родились на территории, которая позже стала землёй Северный Рейн-Вестфалия: Густав Хайнеман, Генрих Любке, Йоханнес Рау, Вальтер Шеель и Франк-Вальтер Штайнмайер. Конрад Аденауэр и Герхард Шрёдер стали двумя федеральными канцлерами Германии. Другими известными личностями являются император Оттон III, Фридрих Энгельс, Йозеф Бойс, Генрих Бёлль, Аннете фон Дросте-Хюльсхофф, Вильгельм Конрад Рентген и Альфред Крупп.

## Экономика
Основная статья: Экономика Северного Рейна-Вестфалии
- Население: 17 538 251 чел. (9 мая 2011 года)[20]
- ВВП — 521,75 млрд € (2009)[21]. 21,67 % общего ВВП Германии.
- Задолженность земельного бюджета: 113,6 млрд €, муниципальных бюджетов: 23,223 млрд € (31 декабря 2008)[22].
- Задолженность на душу населения: 7653 € на душу населения (31 декабря 2008).